# Бабськ
Бабськ (пол. Babsk) — село в Польщі, у гміні Біла-Равська Равського повіту Лодзинського воєводства.
Населення — 578 осіб (2011).
Вперше згадується у 1411. 
У 1975-1998 роках село належало до Скерневицького воєводства.
Пам'ятки історії та культури:
- двір 1833 р.
- костел 1806 p.
- кладовище

## Демографія
Демографічна структура станом на 31 березня 2011 року:
|          | Загалом | Допрацездатний вік | Працездатний вік | Постпрацездатний вік |
| -------- | ------- | ------------------ | ---------------- | -------------------- |
| Чоловіки | 292     | 42                 | 215              | 35                   |
| Жінки    | 286     | 47                 | 175              | 64                   |
| Разом    | 578     | 89                 | 390              | 99                   |

## Посилання

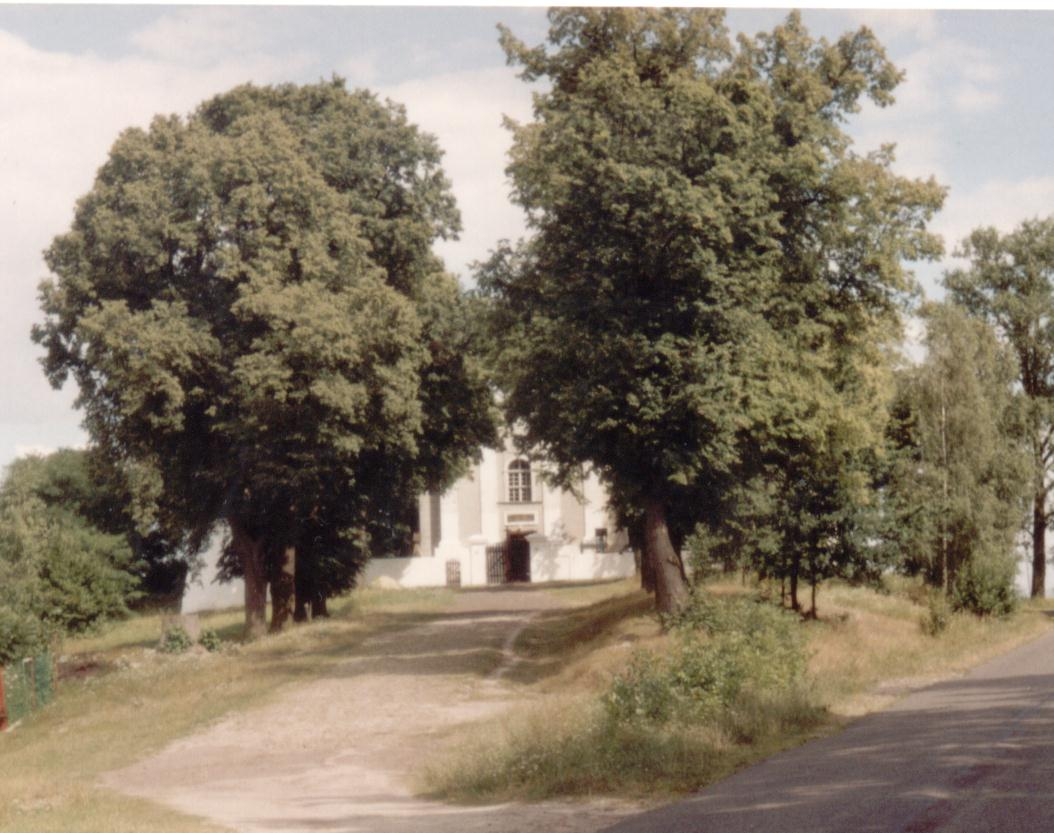
костел